# Amblyseius passiflorae
Amblyseius passiflorae är en spindeldjursart som beskrevs av Blommers 1974. Amblyseius passiflorae ingår i släktet Amblyseius och familjen Phytoseiidae. Inga underarter finns listade i Catalogue of Life.